# Johan Falk: Spelets regler
Johan Falk: Spelets regler, es una película de acción estrenada el 26 de septiembre de 2012 dirigida por Charlotte Brändström. La película es la décima entrega de la franquicia y forma parte de las películas de Johan Falk.

## Sinopsis
Han pasado dos años desde que el oficial Johan Falk y el informante Frank Wagner han roto su cooperación y Frank ha dejado de trabajar como encubierto de la policía. Ahora Frank ha reabierto su bar, cuando Kevin, el hermano de su exnovia termina en problemas por sus deudas de juego.
Al mismo tiempo Johan y el equipo de investigaciones especiales "GSI" junto a la policía Alemana, encuentran a un imprudente grupo vendiendo una nueva droga que tiene consecuencias letales para los jóvenes.Mientras busca a Kevin, Frank se cruza en la investigación de Johan y pronto terminan colaborando nuevamente, con la diferencia de que esta vez es personal para Frank.
Johan y el equipo del GSI se ven forzados a organizar una segunda operación para atrapar a los líderes de la banda de narcotraficantes, pero la situación se vuelve aún más peligroso porque tienen a otro infiltrado.

## Personajes

### Personajes principales
| Actor             | Personaje        | Ocupación                    |
| ----------------- | ---------------- | ---------------------------- |
| Jakob Eklund      | Johan Falk       | Oficial de la Unidad GSI     |
| Joel Kinnaman     | Frank Wagner     | Dueño de Bar / ex-Informante |
| Jens Hultén       | Seth Rydell      | Gánster / Informante         |
| Meliz Karlge      | Sophie Nordh     | Oficial de la Unidad GSI     |
| Anastasios Soulis | Felix Rydell     | -                            |
| Mårten Svedberg   | Vidar Pettersson | Oficial de la Unidad GSI     |
| Mikael Tornving   | Patrik Agrell    | Jefe de la Unidad GSI        |
| Alexander Karim   | Niklas Saxlid    | Oficial de la Unidad GSI     |
| Henrik Norlén     | Lasse Karlsson   | -                            |
| Fredrik Dolk      | Peter Kroon      | Detective Inspector          |
| Zeljko Santrac    | Matte            | Oficial de la Unidad GSI     |
| Marie Richardson  | Helén Andersson  | -                            |
| Alexander Lang    | Vijay Khan       | -                            |
| Adil Khan         | Pramit Khan      | -                            |

### Personajes secundarios
| Actor                      | Personaje           | Ocupación                              |
| -------------------------- | ------------------- | -------------------------------------- |
| Ruth Vega Fernandez        | Marie Lindell       | -                                      |
| Karl Linnertorp            | Kevin Lindell       | -                                      |
| Christian Brandin          | Conny Lloyd         | Gánster / Miembro de la Banda de Seth  |
| Roy Hansson                | Kenneth Alm         | Gánster / Miembro de la Banda de Seth  |
| Erik Lundin                | Macke G:sson        | Gánster / Miembro de la Banda de Seth  |
| Anders Gustavsson          | Victor Eriksen      | Gánster / Miembro de la Banda de Seth  |
| Shebly Niavarani           | Avram Khan          | -                                      |
| Mahmut Suvakci             | Ali Mahmoud Hansson | Criminal                               |
| Fredrik Dolk               | Peter Kroon         | Detective Inspector                    |
| Thomas Nilsson             | Lill-Gnistan        | -                                      |
| Helena Eliasson            | Annika              | -                                      |
| Jessica Zandén             | Eva Ståhlgren       | Jefa del Condado de Crimea             |
| Thure Riefenstein          | Paul Straub         | -                                      |
| Jerker Fahlström           | Borglund            | -                                      |
| Moses Hedendahl            | Kalle Wagner        | Hijo de Frank y Marie                  |
| Hanna Alsterlund           | Nina Andersson      | Hijastra de Johan                      |
| Isidor Alcaide Backlund    | Ola Falk            | Hijo de Johan y Helén                  |
| Tove Wiréen                | Gina                | -                                      |
| Ardijan Bunjoshi           | Akhtar              | -                                      |
| Mohammed Assir             | Ibrahim Atta        | -                                      |
| Youssef Salama Zeki        | Walid               | Criminal / Miembro de la Banda de Atta |
| Emil Klingvall             | Putte               | Criminal / Miembro de la Banda de Atta |
| Ashkan Ghods               | Denniz              | Criminal / Miembro de la Banda de Atta |
| Assad Siddique             | Udad                | -                                      |
| Karl Linnertorp            | Kevin Lindell       | -                                      |
| Carolina Behrendtz         | Liselott            | -                                      |
| Nour El-Refai              | Lovisa              | -                                      |
| Thure Riefenstein          | Paul Straub         | -                                      |
| Anders Granell             | Kjell               | Portavoz de la Prensa                  |
| Jerker Fahlström           | Borglund            | -                                      |
| Douglas Johansson          | Anders Brandelius   | Explorador                             |
| Freddy Ehrenholm           | -                   | Explorador                             |
| Anders Axén                | -                   | Explorador                             |
| Jenny Rosengren            | -                   | Guardia de la Cárcel                   |
| Moa Malan                  | -                   | Empleada del Bar                       |
| Ivar Svensson              | -                   | Niño en Bicicleta                      |
| Stefan Gödicke             | -                   | Maestro de Buceo                       |
| Tony Döbrösi               | -                   | -                                      |
| Martin Nilsson             | -                   | Vecino                                 |
| Carina Romland             | -                   | -                                      |
| Mats Huddén                | -                   | Funcionario de la Prisión              |
| Jonas Kjellqvist           | -                   | Operador                               |
| Ylva Nilsson               | -                   | Operador                               |
| Bo Carlsson                | -                   | Reportera de TV4                       |
| Stefan Bockx               | -                   | Técnico Alemán                         |
| Jenny Wiss                 | -                   | Esposa de Vijay                        |
| Isak Rhedin Eklind         | -                   | Hijo de Vijay                          |
| Jibran Hannani             | -                   | Hijo de Vijay                          |
| Robert Bohlin              | -                   | Aduanero                               |
| Danial Lashede             | -                   | Paquistaní                             |
| Rauf Rajput                | -                   | Paquistaní                             |
| Arash Malek                | -                   | Paquistaní                             |
| Sami Yousri                | -                   | Conductor Paquistaní                   |
| Mikael Karlsson            | -                   | Paquistaní                             |
| Johan Friberg              | -                   | Maestro                                |
| Lovisa Håkansdotter Wallin | -                   | Pianista                               |

## Producción
La película fue dirigida por Charlotte Brändström, escrita por Tage Åström y Viking Johansson, con el apoyo de Nilsson y Joakim Hansson en la historia, concepto y personajes.
Producida por Joakim Hansson, con la participación de los ejecutivos Jessica Ask, Klaus Bassiner, Calle Jansson, Nina Lenze y Åsa Sjöberg.  Con la participación del productor de línea Norbert Kneissl (Berlín).
La edición estuvo a cargo de Sylvia Ingemarsdotter.
La música estuvo bajo el cargo de Bengt Nilsson, mientras que la cinematografía en manos de Pascal Gennesseaux.
Filmada en Gotemburgo en Suecia y en Kiel, Schleswig-Holstein y Berlín, en Alemania.
La película fue estrenada el 26 de septiembre de 2012 en con una duración de 1 hora con 36 minutos en Suecia.	
La película contó con el apoyo de la compañía productora "Strix Drama" y por "Grand Hotel Pictures" (servicio de producción). 
En el 2012 la película fue distribuida por "Nordisk Film" en Suecia por DVD y en el 2013 por "Red Arrow International" en todo el mundo y por todos los medios de comunicación. Otra compañía que participó fue "Brundin Casting".

### Emisión en otros países
| País     | Título                                      | Fecha de Estreno         |
| -------- | ------------------------------------------- | ------------------------ |
| Alemania | GSI - Spezialeinheit Göteborg - Weißes Gold | 14 de septiembre de 2012 |
| Hungría  | Johan Falk: Játékszabályok                  | -                        |
| Rusia    | Юхан Фальк 7                                | -                        |